# 獨立天體

超過100AU的外海王星天體: 黃道離散天體（灰色）和獨立天體（白色）

獨立天體（Detached object，又稱孤立天體）是指即使通過近日點時也不會受到海王星引力影響其軌跡的海王星外天體。由於他們的軌道獨立而不受太陽系其他星體的影響，所以被稱之為獨立天體。大部份的海王星外天體都不屬於獨立天體。科學界至今發現了最少九顆獨立天體，其中體積最大、軌跡最遙遠的是塞德娜。
近日點超過50 AU的天體可被劃分為類塞德娜天體。截至2018年，類塞德娜天體只有三個成員，分別是：塞德娜、2012 VP113和2015 TG387。

## 定義
國際天文學會對獨立天體下了以下定義：
- 首先，獨立天體的距日距離一般超過40AU。
- 其次，獨立天體的軌道基本不受海王星的影響。

儘管如此，獨立天體的界定還是模糊的。距日距離為37-40AU的天體有時候可被劃分成獨立天體，有時候則被劃分為屬於離散盤的黃道離散天體。目前被認為可能是獨立天體的天體有賽德娜、2004 XR190、2004 VN112、2005 TB190、2000 CR105、2003 UY291、2000 YW134、1995 TL8、2003 QK91、2003 FZ129、2005 PQ21、2006 QH181、2003 FY128、2006 HX122和2010 KZ39。它們都因著其遙遠的距日距離和不容易被海王星影響的軌道而被科學家考慮歸類為獨立天體。